# 9908 أويه
9908 أويه كويكب صخري صغير يتخذ مداراً حول الشمس مرة واحدة كل 4.94 سنة 
،في المنطقة الخارجية لحزام الكويكبات وعضو في عائلة كورونيس.
اكتشف في 25 مارس 1971 من قبل كورنيليس يوهانس فان هوتين وإنغريد فان هوتين-جرونفيلد على لوحات التصوير أُخذت بواسطة توم جيرليز في مرصد بالومار باستخدام تلسكوب صامويل اوشن ، أطلق عليه تسمية المؤقتة "2140 T-1" تم تغيير اسمه في وقت لاحق إلى "AUE" نسبة لهارتمان فون أوه، وهو شاعر ألماني ومن المشاركين في الحملة الصليبية الثالثة.